# 민어 (어류)
민어(학명: Miichthys miiuy)는 민어과의 물고기로 민어속의 유일종이다. 어린 개체는 암치라 부른다.

## 특징
몸길이 60-90cm로 길쭉하다. 부레에 여러 가닥으로 뻗어나가 나뭇가지처럼 된 돌기가 있으며 부레는 젤라틴을 함유하고 있어 민어풀이라 하여 아교로 사용되어 왔다. 근해의 모래 바닥에 살며 알에서 깬 어린 민어는 강 하구의 기수까지 올라온다. 살이 흰색으로 탄력이 있고, 담백하면서 단맛도 있다. 지방도 적당히 있으며 소화·흡수가 빨라 어린이들의 발육과 노인 및 환자의 건강 회복에 널리 이용되어 왔다. 차례상에 찜으로 많이 사용된다. 부레 역시 별미로서 소비되며, 접착력이 강해 각궁을 제작할 때 어교(魚膠)로 활용되기도 했다.

## 분포
한국의 서해와 남해, 동중국해에 분포하는데, 특히 서해에서 많이 잡힌다.

## 같이 보기
- 점성어
- 큰민어